# Стењевац
Стењевац је насеље у Србији у општини Деспотовац у Поморавском округу. Налази се у горњем току реке Ресаве, на падинама планине Бељанице. У селу се налази Основна школа „Стеван Немања“, раније „Иво Лола Рибар“, за ученике од првог до осмог разреда, поштанска јединица, сеоска амбуланта и Парк добрих комшија. У селу делује Културно-уметничко друштво „Милосав Миљковић“, основано је 70-их година прошлог века и Фудбалски клуб „Рудар“, основан 1958.
Овде се налази Запис Јовановића храст (Стењевац). Црква је освећена 1940.

## Порекло становништва
Подаци датирају из 1930. године)
Село се дели на Горњи и Доњи Крај. Скоро сви становници су Косовци и Тимочани.
У Горњем су Крају:
- Ћосићи (30 к., Св. Ђорђе и Ђурђевдан), дошли са Косова. Од њих је био "Милован Ћосић", Синђелићев бимбаша, који је са њим погинуо на Чегру. Има их и у Стрмостену.
- Митровићи (5 к., Св. Стеван), дошли из околине Врања.

У Доњем су Крају:
- Вељићи (25 к., Св. Арханђел), дошли око 1730. године са Косова, са хиљаду брава оваца.
- Лукићи (10 к., Св. Јован), дошли из Вражогрнца код Зајечара.
- Чупићи (10 к., Св. Арханђел), дошли са Косова.
- Бугарчићи (20 к., Св. Никола), дошли из видинске области у Бугарској.
- Војиновићи (5 к., Св. Тодор), не зна се одакле су.
- Нонићи (2 к., Ђурђевдан), Цигани, дошли из Дворишта.

## Демографија
Према попису из 2022. било је 458 становника (према попису из 1991. било је 947 становника).
У насељу Стењевац живи 596 пунолетних становника, а просечна старост становништва износи 43,3 година (42,5 код мушкараца и 44,0 код жена). У насељу има 200 домаћинстава, а просечан број чланова по домаћинству је 3,69.
Ово насеље је великим делом насељено Србима (према попису из 2002. године).
|  |

| Демографија | Демографија | Демографија |
| Година      | Становника  | Становника  |
| ----------- | ----------- | ----------- |
| 1948.       | 906         |             |
| 1953.       | 1.012       |             |
| 1961.       | 1.023       |             |
| 1971.       | 1.197       |             |
| 1981.       | 1.020       |             |
| 1991.       | 947         | 858         |
| 2002.       | 737         | 861         |

| Етнички састав према попису из 2002.‍ | Етнички састав према попису из 2002.‍ | Етнички састав према попису из 2002.‍ | Етнички састав према попису из 2002.‍ | Етнички састав према попису из 2002.‍ |
| ------------------------------------ | ------------------------------------ | ------------------------------------ | ------------------------------------ | ------------------------------------ |
|                                      |                                      |                                      |                                      |                                      |
| Срби                                 | Срби                                 |                                      | 725                                  | 98,37%                               |
| Црногорци                            | Црногорци                            |                                      | 9                                    | 1,22%                                |
| Македонци                            | Македонци                            |                                      | 2                                    | 0,27%                                |
| Румуни                               | Румуни                               |                                      | 1                                    | 0,13%                                |
| непознато                            | непознато                            |                                      | 0                                    | 0,0%                                 |

| Година пописа     | 1948. | 1953. | 1961. | 1971. | 1981. | 1991. | 2002. |
| ----------------- | ----- | ----- | ----- | ----- | ----- | ----- | ----- |
| Број домаћинстава | 167   | 186   | 241   | 388   | 244   | 238   | 200   |

| Број чланова      | 1  | 2  | 3  | 4  | 5  | 6  | 7  | 8 | 9 | 10 и више | Просек |
| ----------------- | -- | -- | -- | -- | -- | -- | -- | - | - | --------- | ------ |
| Број домаћинстава | 31 | 42 | 22 | 36 | 22 | 31 | 12 | 4 | 0 | 0         | 3,69   |

| Пол    | Укупно | Неожењен/Неудата | Ожењен/Удата | Удовац/Удовица | Разведен/Разведена | Непознато |
| ------ | ------ | ---------------- | ------------ | -------------- | ------------------ | --------- |
| Мушки  | 305    | 60               | 215          | 24             | 6                  | 0         |
| Женски | 318    | 39               | 216          | 56             | 7                  | 0         |
| УКУПНО | 623    | 99               | 431          | 80             | 13                 | 0         |

| Пол    | Укупно                    | Пољопривреда, лов и шумарство | Рибарство                            | Вађење руде и камена | Прерађивачка индустрија       |
| ------ | ------------------------- | ----------------------------- | ------------------------------------ | -------------------- | ----------------------------- |
| Мушки  | 142                       | 19                            | 1                                    | 81                   | 12                            |
| Женски | 92                        | 50                            | 0                                    | 5                    | 8                             |
| УКУПНО | 234                       | 69                            | 1                                    | 86                   | 20                            |
| Пол    | Производња и снабдевање   | Грађевинарство                | Трговина                             | Хотели и ресторани   | Саобраћај, складиштење и везе |
| Мушки  | 1                         | 5                             | 8                                    | 2                    | 3                             |
| Женски | 0                         | 0                             | 7                                    | 7                    | 1                             |
| УКУПНО | 1                         | 5                             | 15                                   | 9                    | 4                             |
| Пол    | Финансијско посредовање   | Некретнине                    | Државна управа и одбрана             | Образовање           | Здравствени и социјални рад   |
| Мушки  | 0                         | 0                             | 3                                    | 4                    | 2                             |
| Женски | 0                         | 0                             | 0                                    | 9                    | 5                             |
| УКУПНО | 0                         | 0                             | 3                                    | 13                   | 7                             |
| Пол    | Остале услужне активности | Приватна домаћинства          | Екстериторијалне организације и тела | Непознато            | Непознато                     |
| Мушки  | 0                         | 0                             | 0                                    | 1                    | 1                             |
| Женски | 0                         | 0                             | 0                                    | 0                    | 0                             |
| УКУПНО | 0                         | 0                             | 0                                    | 1                    | 1                             |

## Познате особе
- Добросав Миленковић, официр у Балканским ратовима, првом и другом светском рату, књижевник